# Rygge
Rygge est une kommune de le comté d'Østfold de Norvège. Depuis le 1er janvier 2020 Rygge fait partie de la kommune de Moss.

## Description
Rygge est relié à Oslo, à 60 km, par une voie ferrée à double voie et une autoroute à quatre voies. Elle accueille l'aéroport du même nom.
Les localités de la commune sont :
- Ekholt ;
- Fuglevik ;
- Halmstad ;
- Kirkegrenda ;
- Larkollen ;
- Øreåsen.